# Eusebio da Caravaggio
Eusebio da Caravaggio (XV secolo – XVI secolo) è stato uno scultore italiano.

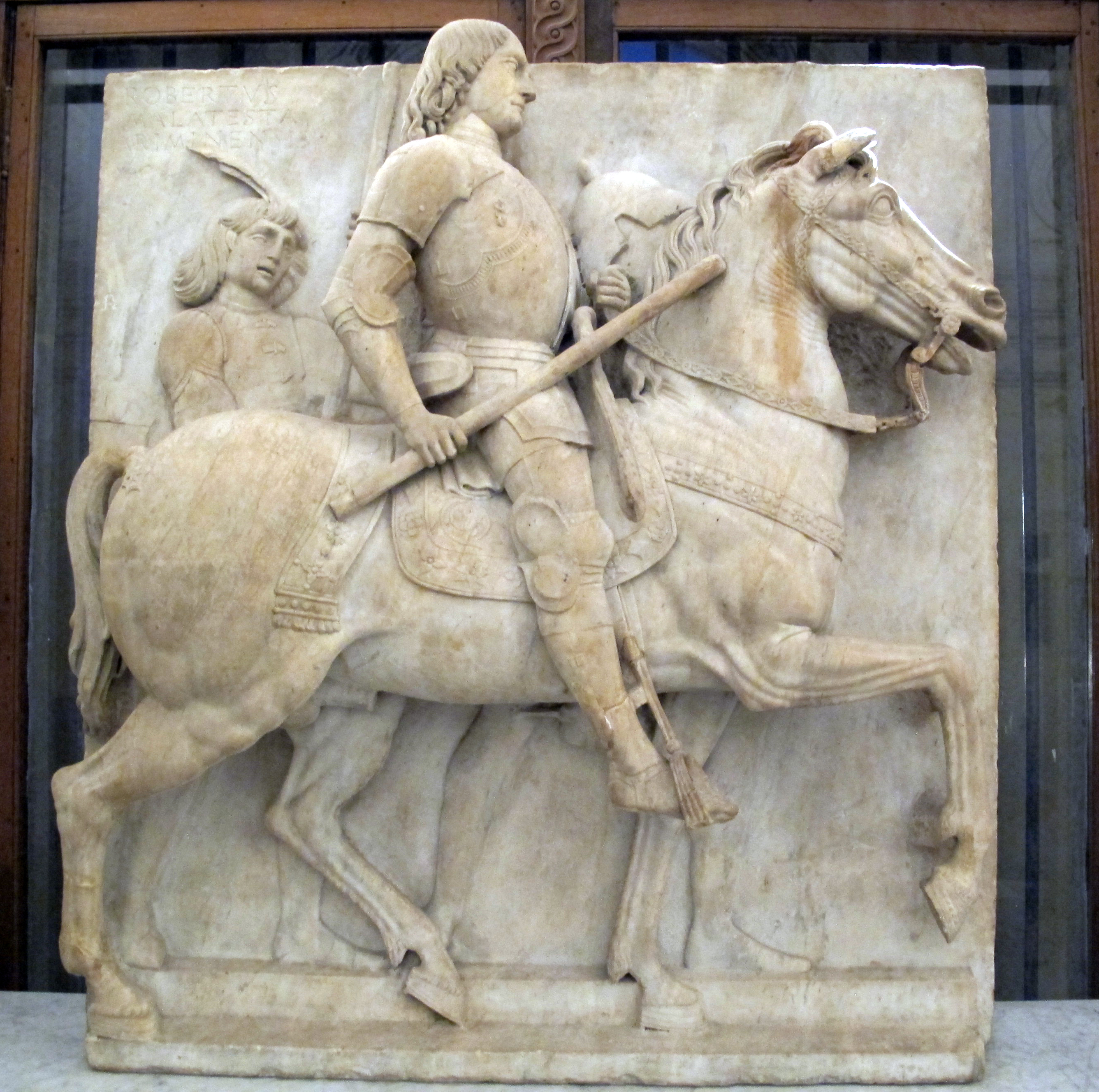
Roberto Malatesta, opera marmorea attribuita a Eusebio da Caravaggio, fine del XV secolo (Louvre, dalle Grotte Vaticane)

Fu uno scultore lombardo attivo a Roma, dove lavorò nella bottega di Andrea Bregno, alla fine del XV secolo.

## Opere
- Statua equestre di Roberto Malatesta, opera marmorea attribuita, fine XV secolo, Louvre di Parigi.[5]